# Крагеро (тауншип, Миннесота)
Крагеро (англ. Kragero) — тауншип в округе Чиппева, Миннесота, США. На 2000 год его население составило 164 человека.

## География
По данным Бюро переписи населения США площадь тауншипа составляет 115,8 км², из которых 107,4 км² занимает суша, а 8,4 км² — вода (7,22 %).

## Демография
По данным переписи населения 2000 года здесь находились 164 человека, 64 домохозяйства и 49 семей. Плотность населения —  1,5 чел./км². На территории тауншипа расположено 79 построек со средней плотностью 0,7 построек на один квадратный километр. Расовый состав населения: 99,39 % белых и 0,61 % азиатов, или 163 белых и 1 Asian.
Из 64 домохозяйств в 31,3 % воспитывались дети до 18 лет, в 70,3 % проживали супружеские пары, в 3,1 % проживали незамужние женщины и в 21,9 % домохозяйств проживали несемейные люди. 18,8 % домохозяйств состояли из одного человека, при том 12,5 % из — одиноких пожилых людей старше 65 лет. Средний размер домохозяйства — 2,56, а семьи — 2,88 человека.
24,4 % населения младше 18 лет, 7,9 % в возрасте от 18 до 24 лет, 23,2 % от 25 до 44, 29,3 % от 45 до 64 и 15,2 % старше 65 лет. Средний возраст — 41 год. На каждые 100 женщин приходилось 100,0 мужчин. На каждые 100 женщин старше 18 приходилось 103,3 мужчин.
Средний годовой доход домохозяйства составлял 42 292 доллара, а средний годовой доход семьи —  48 125 долларов. Средний доход мужчин —  26 250  долларов, в то время как у женщин — 21 607. Доход на душу населения составил 17 119 долларов. За чертой бедности не находилась ни одна семья и 2,5 % всего населения тауншипа.